# AronChupa
AronChupa (* 30. März 1991 in Borås, Västra Götalands län; bürgerlich Aron Michael Ekberg) ist ein schwedischer Musikproduzent, der im Jahr 2014 mit dem Lied I’m an Albatraoz seinen Durchbruch erreichte. Aktiv ist er in den Genres House und Hip-Hop.

## Karriere
Erste Erfolge sammelte Aron Ekberg im Herbst 2013 durch seinen Einstieg in die fünfköpfige schwedische Musik-Gruppe Albatraoz, mit der er ebenfalls Mitglied des viertklassigen schwedischen Fußballvereins Byttorps IF ist. Im November 2014 erreichte die Gruppe mit dem Lied Albatraoz die schwedischen Charts.
Im Jahr 2014 beschloss Ekberg solo im Bereich der House-Musik aufzulegen. Unter dem Pseudonym DJ AronBri veröffentlichte er anschließend die Lieder Løvenes Konge und Pollo. Kurz darauf benannte er sich in AronChupa um und veröffentlichte im Frühjahr 2014 auf der Musikplattform Spotify die EP Russ, auf der zum einen seine Lieder, die er als DJ AronBi veröffentlichte, als auch die neuen Songs Animaniacs, The Hoods und Wunderbaar vorhanden waren. Der Titel wurde ausgewählt, da die Lieder auf Russisch gesungen wurden. Nachdem die Tracks der EP insbesondere auf YouTube großen Erfolg einbrachten, produzierte Ekberg das Lied Copacabana, das zum Sommeranfang 2014 im Internet als Download veröffentlicht wurde. Der Song war der erste, der den ausschließlich auf Melbourne Bounce bezogenem Stil AronChupas verkörpert.
Im Sommer 2014 schrieb Ekberg den Text des Liedes Albatraoz um und produzierte ein dazu passendes Instrumental, dessen Strophen aus Hip-Hop- und Drop aus Melbourne Bounce-Elementen besteht. Daraus entstand letztlich das Lied I’m an Albatraoz, zu welchem seine Schwester Nora Ekberg (geb. 1996, Künstlername Little Sis Nora) die Vocals beisteuerte. Mithilfe von Spotify-Streaming und eines Solo-Plattenvertrages bei Sony Music gewann das Lied an Popularität und konnte die offiziellen Single-Charts in mehreren nordeuropäischen Ländern einsteigen. Der Song erreichte unter anderem in Schweden und Dänemark die Spitzenposition der Charts sowie Top-10-Platzierungen in über zehn Ländern. Der Erfolg breitete sich weltweit aus und AronChupa erreichte die Charts in Kanada, Australien und Irland. Auch das Musikvideo erreichte große Popularität und wurde auf YouTube mehr als 1,4 Mrd. Mal aufgerufen und erhielt über 11 Millionen positive Bewertungen. Des Weiteren wurde das Lied mehrmals mit Platin ausgezeichnet.
Im Oktober 2014 erschien im Zuge des Russ-Festivals das Lied Heaven on Earth. Gesungen wird es, wie I’m an Albatraoz, von seiner Schwester Nora. Der Track Fired Cuz I Was Late wurde am 20. November 2015 veröffentlicht. Im Gegensatz zu den Vorgängersingles enthielt diese weit mehr Swing-Merkmale. In den schwedischen Single-Charts erreichte das Lied Platz 100. In Zusammenarbeit mit seiner Schwester, die als „Little Sis Nora“ erstmals als Interpret angegeben wurde, erschien im Februar 2016 der Titel Little Swing. Auf Aviciis „PRMD Recordings“ veröffentlichte er zusammen mit dem Dub-House-Duo Cazzette und der britischen Musikgruppe The High das Jazz-Trap-Crossover She Wants Me Dead, das insbesondere in Streamingdiensten Erfolg verbuchen konnte.
Im Spätsommer 2016 veröffentlichte er zusammen mit dem österreichischen Jazz-DJ Parov Stelar Grandpa’s Groove. Auch hier schenkte Little Sis Nora dem Lied die Vocals. Hier rückten die Melbourne-Bounce-Grundbausteine in den Hintergrund und die Jazz- und Swing-Merkmale bildeten die Hauptcharakterzüge. Bad Water bildete das letzte Release im Jahr 2016. Dies entstand gemeinsam mit dem Musik-Trio J & The People.

## Diskografie

### EPs
- 2014: Russ

### Singles
mit Albatraoz
- 2013: Albatraoz
- 2014: Arriba
- 2014: Copacabana
- 2015: Wunderbar
- 2016: General Zod
- 2019: Miljonären
- 2019: Defunkt (feat. Ture Brute)

Solo als AronChupa
- 2014: Animaniacs
- 2014: I’m an Albatraoz (feat. Little Sis Nora, US: Gold)
- 2015: Heaven on Earth (H.O.E) (Promo)
- 2015: Fired Cuz I Was Late
- 2016: Little Swing (feat. Little Sis Nora, SE: Platin[5])
- 2016: Bad Water (feat. J & The People)
- 2017: (Don’t Fight It) Feel It
- 2017: Llama in My Living Room (feat. Little Sis Nora, SE: Platin[6])
- 2017: Yeh Mi Na (feat. Emil Ernebro)
- 2018: Rave in the Grave (feat. Little Sis Nora)
- 2019: Hole in the Roof (feat. Little Sis Nora)
- 2020: Thai Massage (feat. Little Sis Nora)
- 2020: The Woodchuck Song (feat. Little Sis Nora)
- 2020: What Was in That Glass (feat. Little Sis Nora)
- 2021: Trombone (feat. Little Sis Nora)
- 2021: MDMA (feat. Little Sis Nora)
- 2022: Booty Call (feat. Little Sis Nora)
- 2024: I’m an Albatraoz Again (feat. Little Sis Nora)

### Gastbeiträge
- 2016: She Wants Me Dead (Cazzette vs. AronChupa feat. The High)
- 2016: Grandpa’s Groove (Parov Stelar feat. AronChupa)

### Remixe
- 2016: Parov Stelar & AronChupa feat. Little Sis Nora – Grandpa’s Groove
- 2017: Marcus & Martinus – Make You Believe in Love
- 2017: This Diamond Life feat. Karen Harding – The Weekend

## Auszeichnungen für Musikverkäufe
| Goldene Schallplatte - Belgien - 2015: für die Single I’m an Albatraoz - Dänemark - 2025: für die Single The Woodchuck Song - Mexiko - 2015: für die Single I’m an Albatraoz - Polen - 2024: für die Single Little Swing - Südafrika - 2015: für die Single I’m an Albatraoz Platin-Schallplatte - Dänemark - 2014: für das Streaming I’m an Albatraoz - Spanien - 2015: für die Single I’m an Albatraoz | 2× Platin-Schallplatte - Australien - 2015: für die Single I’m an Albatraoz - Dänemark - 2022: für die Single I’m an Albatraoz - Neuseeland - 2024: für die Single I’m an Albatraoz 3× Platin-Schallplatte - Italien - 2018: für die Single I’m an Albatraoz - Polen - 2020: für die Single Rave in the Grave | 4× Platin-Schallplatte - Kanada - 2018: für die Single I’m an Albatraoz Diamantene Schallplatte - Polen - 2020: für die Single Llama in My Living Room |

Anmerkung: Auszeichnungen in Ländern aus den Charttabellen bzw. Chartboxen sind in ebendiesen zu finden.
| Land/RegionAuszeichnungen für Musikverkäufe (Land/Region, Auszeichnungen, Verkäufe, Quellen) | Gold       | Platin       | Diamant  | Verkäufe | Quellen              |
| -------------------------------------------------------------------------------------------- | ---------- | ------------ | -------- | -------- | -------------------- |
| Australien (ARIA)                                                                            | —          | 2× Platin2   | —        | 140.000  | aria.com.au          |
| Belgien (BRMA)                                                                               | Gold1      | —            | —        | 15.000   | ultratop.be          |
| Dänemark (IFPI)                                                                              | Gold1      | 3× Platin3   | —        | 195.000  | ifpi.dk              |
| Deutschland (BVMI)                                                                           | —          | Platin1      | —        | 600.000  | musikindustrie.de    |
| Italien (FIMI)                                                                               | —          | 3× Platin3   | —        | 150.000  | fimi.it              |
| Kanada (MC)                                                                                  | —          | 4× Platin4   | —        | 320.000  | musiccanada.com      |
| Mexiko (AMPROFON)                                                                            | Gold1      | —            | —        | 30.000   | amprofon.com.mx      |
| Neuseeland (RMNZ)                                                                            | —          | 2× Platin2   | —        | 60.000   | radioscope.co.nz     |
| Österreich (IFPI)                                                                            | Gold1      | —            | —        | 15.000   | ifpi.at              |
| Polen (ZPAV)                                                                                 | Gold1      | 3× Platin3   | Diamant1 | 185.000  | olis.pl              |
| Schweden (IFPI)                                                                              | 2× Gold2   | 10× Platin10 | —        | 580.000  | sverigetopplistan.se |
| Spanien (Promusicae)                                                                         | —          | Platin1      | —        | 40.000   | elportaldemusica.es  |
| Südafrika (RISA)                                                                             | Gold1      | —            | —        | 10.000   | Einzelnachweise      |
| Vereinigte Staaten (RIAA)                                                                    | Gold1      | —            | —        | 500.000  | riaa.com             |
| Vereinigtes Königreich (BPI)                                                                 | Gold1      | —            | —        | 400.000  | bpi.co.uk            |
| Insgesamt                                                                                    | 10× Gold10 | 29× Platin29 | Diamant1 |          |                      |